# نشترود
نشترود هي قرية في مقاطعة كرج، إيران. يقدر عدد سكانها بـ 188 نسمة بحسب إحصاء 2016.